# أوزايوري
اوزايوري (بالروسية: Озёры) هي إحدى مدن روسيا في الكيان الفدرالي الروسي موسكو أوبلاست.

## توأمة
لأوزايوري اتفاقيات توأمة مع:
- رادوم

## أعلام
- فياتشيسلاف شاكر